# Aniceto (mitologia)
Nella mitologia greca,  Aniceto  (in greco antico: Ἀνίκητος) era il nome di uno dei figli di Eracle e di  Ebe.

## Il mito
Prima che Eracle bruciasse sul rogo, Zeus impietosito prelevò il suo corpo e se lo portò con sé sull'Olimpo dove venne accolto benevolmente da tutti gli dei compresa Era. La sua rinascita e quindi la conquista dell'immortalità gli permette di unirsi in matrimonio con la dea della giovinezza, la bella Ebe, coppiera degli dei, figlia dello stesso Zeus ed Era. Da tale unione nacquero Alessiare o Alexiare e Aniceto.

### Fonti
- Diodoro Siculo, Libro IV, 39

### Moderna
- Robert Graves, I miti greci, Milano, Longanesi, ISBN 88-304-0923-5.